# رامون آلبرتو ویلاورده
رامون آلبرتو ویلاورده (انگلیسی: Ramón Alberto Villaverde؛ ۱۶ مارس ۱۹۳۰ – ۱۵ سپتامبر ۱۹۸۶) بازیکن فوتبال اهل اروگوئه بود که برای باشگاه بارسلونا در اسپانیا بازی می‌کرد.